# 分钟寺站
分钟寺站是一个位于中国北京市丰台区成寿寺街道分钟寺社区小红门路上，属于北京地铁10号线的地铁车站，于2012年12月30日随10号线二期工程的开通而启用。
值得一提的是，车站所在地过去并无寺庙，最初称“坟庄子”，后雅称为“粉妆寺”，又谐音为“分钟寺”。

## 位置
分钟寺站位于分钟寺大街（东西向）与小红门路（南北向）相交处南侧，呈南北向布置，南侧为丰台区与朝阳区的区界。

## 结构

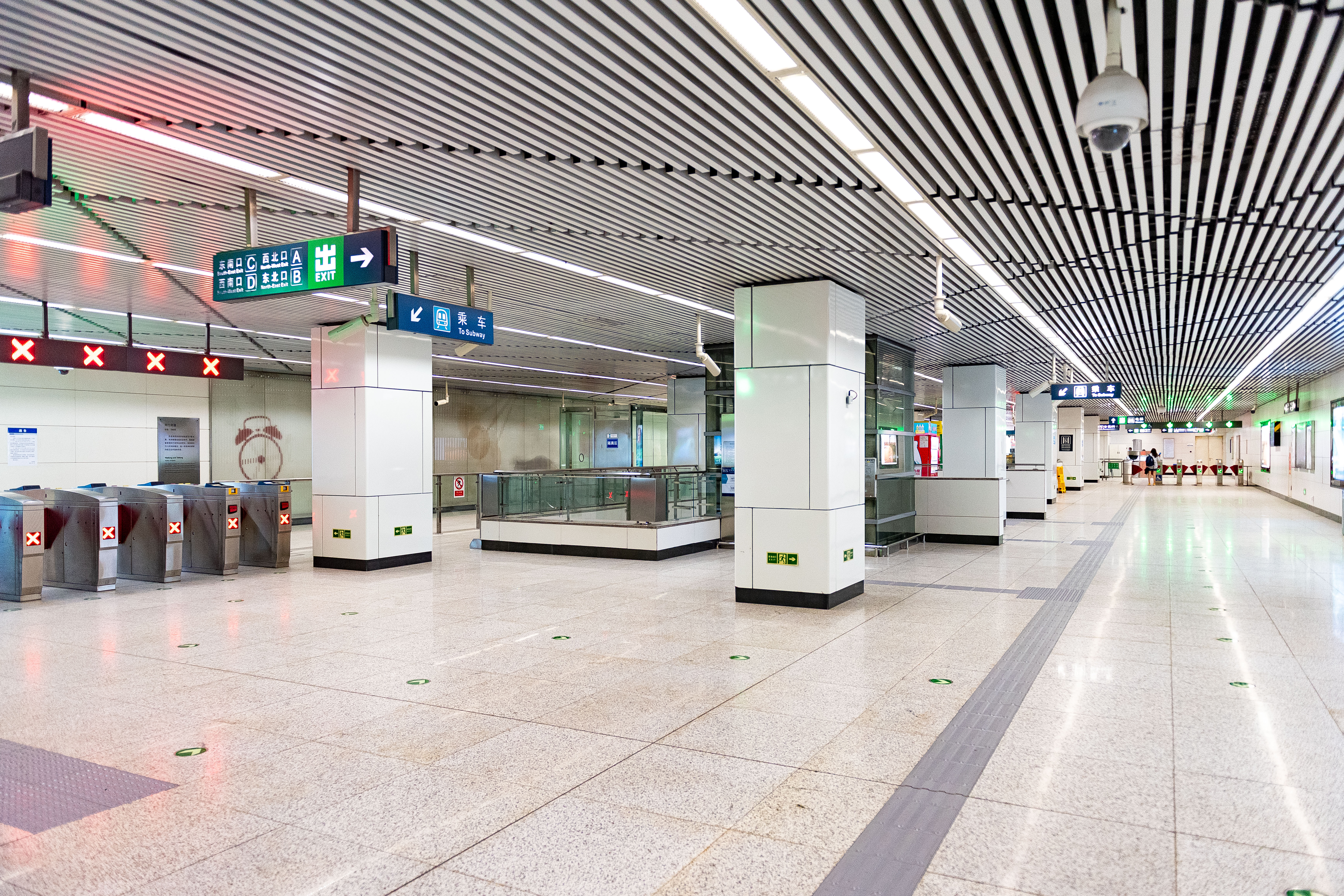
站厅

分钟寺站为地下三跨车站，岛式站台设计。站厅墙上设置有利用格栅实现的动画《同行同语》，观看者沿墙壁方向前进的同时，看到的画面会发生变化。
| 地面层          | 街道                   | A—D出入口                        |
| 地下一层 站厅层 | 大堂                   | 客务中心、自动售票机、进出站闸机 |
| 地下二层 站台层 |                        | █ 10号线外环（十里河）           |
| 地下二层 站台层 | 岛式站台，左側開门     |                                  |
| 地下二层 站台层 | █ 10号线内环（成寿寺） |                                  |

## 出入口
|                       |                      |                  |      |            |
| 编号                  | 指示                 | 建议前往的目的地 | 照片 | 无障碍设施 |
| 出口 · A · 升降机标志 | 小红门路、分钟寺大街 |                  |      |            |
| 出口 · B              | 小红门路             | 东叁金茂府小区   |      | 不適用     |
| 出口 · C · 升降机标志 | 小红门路             |                  |      |            |
| 出口 · D              | 小红门路             |                  |      | 不適用     |
| 註： 設有             |                      |                  |      |            |